# Saison 15 de Naruto Shippuden
Pour un article plus général, voir Liste des épisodes de Naruto Shippuden.
Chronologie
Saison 14 de Naruto Shippuden Saison 16 de Naruto Shippuden

## Légende des tableaux
|  | Épisodes adaptés (sans couleur d'arrière plan) |

|  | Épisodes filler (hors manga) |

Légende : Les épisodes fillers (épisodes hors série exclusifs à l'animé qui ne sont pas dans les mangas) sont surlignés en couleur.

## Saison 15
Diffusée sur Netflix entre le 3 avril 2014 et le 25 septembre 2014, elle contient 23 épisodes.
| No | Titre français                      | Titre japonais                               | Titre japonais | Date de 1re diffusion |
| No | Titre français                      | Kanji                                        | Rōmaji | Date de 1re diffusion |
| --- | ----------------------------------- | -------------------------------------------- | --- | --------------------- |
| 357 | Un Uchiwa dans les forces spéciales | カカシ暗部篇～闇を生きる忍～「暗部のうちは」 | Kakashi anbu hen ~ Yami o ikiru shinobi ~ "Anbu no Uchiha" (Histoires de Kakashi ANBU - Un ninja vivant dans l’ombre - « L'Uchiwa ANBU »)           | 3 avril 2014          |
| Au sein de l'ANBU, il manque un ninja dans l'équipe de Kakashi. Gaï demande à Hiruzen de rejoindre les forces spéciales, mais ce dernier lui rétorque ne pas être fait pour ça. Il offre ensuite ses services à Danzô, qui lui révèle ne pas avoir de côté obscur. Contre toute attente, c'est Itachi Uchiwa, tout juste âgé de 11 ans, qui rejoint l'ANBU, devenant la plus jeune recrue. Son père, Fugaku, le charge de lui rapporter tout ce qu'il voit, entend et aperçoit autour de lui, mais Danzô lui suggère d'espionner son clan pour son compte. Plus tard, Gaï et ses hommes sont chargés de procéder à un échange de données confidentielles avec le pays du Bois, mais doivent rester vigilants, en cas de trahison. Et comme prévu, les ninjas du pays du Bois ont tenté de piéger Gaï et ses hommes, sans succès. Itachi et Kakashi les combattent et se débarrassent d'eux, sous les yeux ébahis du rival du ninja copieur. |                                     |                                              | |                       |
| 358 | Coup d'état                         | カカシ暗部篇～闇を生きる忍～「クーデター」   | Kakashi anbu hen ~ Yami o ikiru shinobi ~ "kūdetā" (Histoires de Kakashi ANBU - Un ninja vivant dans l’ombre - « Coup d'État »)                     | 10 avril 2014         |
| Itachi et Kakashi sont chargés de surveiller le quartier isolé du clan Uchiwa, mis à l'écart du reste de la population depuis l'attaque de Kyûbi sur Konoha, il y a 6 ans. Hiruzen et ses conseillers reçoivent des plaintes des habitants du village, à la suite des abus des agents de police du clan Uchiwa. Après avoir accompli sa mission, Shisui s'entretient avec le 3e Hokage, et lui parle de la tension qui règne entre le clan Uchiwa et les villageois. Le fils de Kagami souhaite se charger de la liaison entre son clan et la population, et d'empêcher les siens d'accomplir leur coup d'état contre le village en manipulant Fugaku avec les «Dieux primordiaux», ce qu'Hiruzen accepte. Mais plus tard, Danzô arrache l'œil droit du jeune homme pour se l'approprier. Shisui confie son œil gauche à son meilleur ami, avant de mettre fin à ses jours en se jetant dans la rivière Nakano. La nouvelle du suicide de ce dernier a affaibli le clan, et de son côté, Itachi n'est pas sûr de réussir à préserver les deux parties. |                                     |                                              | |                       |
| 359 | Nuit tragique                       | カカシ暗部篇～闇を生きる忍～「惨劇の夜」     | Kakashi anbu hen ~ Yami o ikiru shinobi ~ "Sangeki no yoru" (Histoires de Kakashi ANBU - Un ninja vivant dans l’ombre - « La nuit de la tragédie ») | 17 avril 2014         |
| Après avoir travaillé pendant 2 ans au sein de l'ANBU sous les ordres de Kakashi, Itachi devient commandant des forces spéciales de la Racine de Danzô, remplacé par Yugao Uzuki. Plus tard, le 3e Hokage demande au ninja copieur d'enquêter sur l'individu qui réussit à passer le champ de force du village. Accompagné de Gaï, Kakashi se rend au quartier isolé des Uchiwa pour commencer son enquête, et croise son ancien subordonné au temple de Nakano. Manquant d'informations, l'enquête ne donne rien, ce qui met fin à sa mission. Ayant repéré Tobi dans le quartier, Itachi sollicite son aide pour massacrer tous les membres du clan Uchiwa (sauf Sasuke). Plus tard dans la nuit, les deux hommes exécutent leur mission, comme convenu. À la suite de ce terrible événement, Hiruzen destitue Danzô de son rôle de conseiller, le dégrade et dissout également la Racine. Itachi menace Danzô de révéler tous les secrets du village aux puissances étrangères, si celui-ci touche à un cheveu de son petit frère. Il s'entretient ensuite avec le 3e Hokage, qui s'excuse auprès de lui, et il lui apprend qu'il va rejoindre l'Akatsuki, afin de surveiller cette organisation pour le compte du village. Le lendemain, Hiruzen retire Kakashi de l'ANBU pour le promouvoir comme instructeur de Genin. |                                     |                                              | |                       |
| 360 | Ninja d’élite                       | カカシ暗部篇～闇を生きる忍～「担当上忍」     | Kakashi anbu hen ~ Yami o ikiru shinobi ~ "Tantō jōnin" (Histoires de Kakashi ANBU - Un ninja vivant dans l’ombre - « Jônin en chef »)              | 24 avril 2014         |
| Après 10 ans de bons et loyaux services au sein de l'ANBU, Kakashi va devenir instructeur de Genin. Il teste ses nouveaux élèves les uns après les autres, mais ayant tous échoué au test des clochettes, il les recale sans exception. Asuma, Gaï et Kurenai sont de plus en plus inquiets à son sujet, s'étant souvenus avoir conseillé au 3e Hokage de le nommer instructeur, rejoints par ce dernier. Plus tard, les anciens élèves de Kakashi le remercient de les avoir recalés, tandis que de son côté, le père d'Asuma montre à ses subordonnés, la nouvelle équipe de Genin dont Kakashi va être chargé. |                                     |                                              | |                       |
| 361 | L’équipe 7                          | カカシ暗部篇～闇を生きる忍～「第七班」       | Kakashi anbu hen ~ Yami o ikiru shinobi ~ "Dai nana han" (Histoires de Kakashi ANBU - Un ninja vivant dans l’ombre - « L’équipe 7 »)                | 8 mai 2014            |
| Hiruzen Sarutobi, le 3e Hokage, fait visiter à Kakashi les domiciles de ses nouveaux élèves : ceux de Naruto, Sakura et Sasuke. Le premier explique au second que ses camarades Asuma, Gaï et Kurenai ont réussi avec leurs propres trios de Genin, et croit en son subordonné. Le lendemain, le ninja copieur met ses trois nouveau disciples à l'épreuve dans un exercice de survie, mais ils échouent au test de clochettes. En voyant Sasuke et Sakura en train de donner à manger à Naruto, alors qu'il leur avait formellement interdit, Kakashi réalise que ses élèves ont appliqué les principes de son ancien camarade et les acceptent, décidant d'aller de l'avant et de protéger ses trois nouveaux compagnons. Note : Cet épisode clôt l'arc filler Kakashi l’ANBU. |                                     |                                              | |                       |
| 362 | La décision de Kakashi              | カカシの決意                                 | Kakashi no ketsui (La détermination de Kakashi) | 15 mai 2014           |
| [Chapitres 607-609] – Naruto, Killer Bee, Kakashi et Gaï continuent leur lutte acharnée face à Obito et Madara. Le jõnin, tétanisé par la voie qu'a suivi son ancien camarade, se fait corriger par ce dernier et est affaibli. Kurama lui transmet son chakra, par le biais de Naruto, lui permettant d'attaquer son adversaire dans la bulle dimensionnelle et en sortir quand bon lui semble. Un clone du jeune ninja et Hachibi attaquent ensemble la lumière rouge, mais cette attaque combinée fait renaître Jûbi, le démon à dix queues. Note : Cet épisode débute l'arc de la renaissance de Jûbi. |                                     |                                              | |                       |
| 363 | L’art de l'Alliance ninja           | 忍連合軍の術！                               | Shinobi rengōgun no jutsu! (La technique de l’Alliance Shinobi !)                                                                                   | 22 mai 2014           |
| [Chapitres 610-612] – Jûbi se déchaîne ; Obito et Madara en prennent le contrôle. Kyûbi et Hachibi tentent d’interrompre le processus d'éveil, mais Naruto et ses camarades sont à court de chakra. Alors que tout semble perdu, l'Alliance Ninja au complet arrive sur le champ de bataille. Sous le commandement de Shikaku Nara et de Inoichi, les ninjas cherchent le moyen d’affaiblir le monstre. |                                     |                                              | |                       |
| 364 | Reliés                              | 繋がれるもの                                 | Tsunagareru Mono (Ce qui nous rattache aux autres)                                                                                                  | 5 juin 2014           |
| [Chapitres 613-615] – Jûbi entame sa seconde transformation et détruit le quartier général du commandement de l'alliance des Ninja ; s'ensuit une vague de pieux lancés par ce dernier, qui décime de nombreux ninjas, dont Neji qui s’est jeté au devant de Hinata pour la protéger, laissant Naruto désemparé. Obito en profite pour tenter de railler Naruto à son plan mais Hinata intervient juste à temps et le ressaisit. Alors que Jûbi prépare une nouvelle orbe du démon, Hachibi interrompt l'attaque. Naruto, remis de son choc émotionnel grâce à Hinata, lui transmet le chakra de Kyûbi. |                                     |                                              | |                       |
| 365 | La danse des ninjas                 | 忍び舞う者たち                               | Shinobimau monotachi (Ceux qui dansent dans l’ombre)                                                                                                | 12 juin 2014          |
| [Chapitres 616-618] – Après avoir distribué le chakra de Kyûbi à toute la coalition de l'Alliance ninja, Naruto et tous les ninjas attaquent leurs ennemis. Pendant ce temps, Orochimaru, Jûgo, Sasuke et Suigetsu font route vers le temple du clan Uzumaki pour récupérer le masque du Dieu de la mort. Les quatre ninjas se rendent ensuite à Konoha, où Sasuke retrouve sa patrie, et renoue avec son passé pour renforcer sa détermination. Ils arrivent enfin au temple de Nakano, où Orochimaru invoque le Dieu de la mort en portant son masque, et se fait sepuku. Jûgo transmet le chakra de sa marque maudite à Sasuke, libérant les six Zetsu blancs chargés de le surveiller. Orochimaru se sert de quatre d'entre eux pour utiliser la «Réincarnation des âmes» afin d'invoquer les 4 anciens Hokage. |                                     |                                              | |                       |
| 366 | Le temps des réponses               | 全てを知る者たち                             | Subete o shiru monotachi (Ceux qui savent tout) | 19 juin 2014          |
| [Chapitres 619-621] – Discussion entre Sasuke et les quatre anciens Hokage, réincarnés par Orochimaru. |                                     |                                              | |                       |
| 367 | Hashirama et Madara                 | 柱間とマダラ                                 | Hashirama to Madara (Hashirama et Madara) | 3 juillet 2014        |
| [Chapitres 621-623] – Flashback sur la première rencontre entre Hashirama et Madara. |                                     |                                              | |                       |
| 368 | L’époque des pays en guerre         | 戦国時代                                     | Sengoku jidai (L’ère des pays en guerre) | 10 juillet 2014       |
| [Chapitres 623-625] – Suite du flashback ; les relations entre Hashirama et Madara se détériorent. Qu'adviendra-t-il de leur amitié ? |                                     |                                              | |                       |
| 369 | Le véritable rêve                   | 本当の夢                                     | Hontō no yume (Un véritable rêve) | 24 juillet 2014       |
| [Chapitres 625-626] – Suite du flashback ; de la création de Konoha aux premières divergences entre Hashirama et Madara. |                                     |                                              | |                       |
| 370 | La réponse de Sasuke                | サスケの答え                                 | Sasuke no kotae (La réponse de Sasuke) | 31 juillet 2014       |
| [Chapitres 626-627] – Hashirama termine son récit à propos du village et attend la décision de Sasuke quant à ce dernier. |                                     |                                              | |                       |
| 371 | Trou béant                          | 風穴                                         | Kazaana (Trou de vent) | 7 août 2014           |
| [Chapitres 628-630] – Retour sur le champ de bataille, où l’Alliance ninja fait toujours face à Madara, Obito et Jûbi. |                                     |                                              | |                       |
| 372 | Panser les plaies                   | 埋めるもの                                   | Umeru mono (Un vide à combler) | 14 août 2014          |
| [Chapitres 630-632] – Jûbi attaque les Forces Alliées Shinobi, maintenant dépourvues du Manteau de Chakra de Naruto. |                                     |                                              | |                       |
| 373 | L’équipe 7 réunie                   | 第七班、集結！！                             | Dainanahan, Shūketsu!! (L’équipe 7 réunie) | 21 août 2014          |
| [Chapitres 632-633] – Sasuke rejoint ses camarades et leur annonce sa décision de devenir Hokage. S'ensuit un combat sans merci au côté de l'Équipe 7. |                                     |                                              | |                       |
| 374 | Protection mutuelle                 | 新たなる三竦み                               | Aratanaru sansukumi (Le nouveau trio interbloquant)                                                                                                 | 28 août 2014          |
| [Chapitres 634-635] – Sakura, Sasuke et Naruto passent à l'action. |                                     |                                              | |                       |
| 375 | Kakashi VS Obito                    | カカシＶＳオビト                             | Kakashi tai Obito (Kakashi contre Obito) | 4 septembre 2014      |
| [Chapitres 635-637] – Tour d'horizon sur tous les points chauds du champ de bataille. Obito est en mauvaise posture après avoir été battu par kakashi dans l'espace Kamui. Trahit par Madara et attaqué par Minato, Obito éxecute une technique qui lui permet d'absorber Juubi et de devenir son jinchuriki. |                                     |                                              | |                       |
| 376 | Raid sur Kyûbi                      | 九尾強奪指令                                 | Kyūbi gōdatsu shirei (Les directives pour l’extorsion de Kyûbi)                                                                                     | 11 septembre 2014     |
| 377 | Naruto vs. Mecha Naruto             | ナルトVSメカナルト                           | Naruto tai Mekanaruto (Naruto contre Mecha-Naruto)                                                                                                  | 11 septembre 2014     |
| 378 | L'hôte de Jûbi                      | 十尾の人柱力                                 | Jūbi no Jinchūriki (L'hôte de Jûbi) | 18 septembre 2014     |
| [Chapitres 638-640] – Les pouvoirs d'obito sous sa forme jinchuriki de juubi se révèlent supérieurs à ceux des hokages. Toutefois ce dernier n'a pas un contrôle total de juubi et est encore vulnérable. Au moment où Minato s'élance pour le blesser, Obito semble avoir complété sa transformation en rikudo sennin (le sage des six chemins). |                                     |                                              | |                       |
| 379 | La brèche                           | 突破口                                       | Toppakō (Percée) | 25 septembre 2014     |
| [Chapitres 641-642] – Naruto, Sasuke, Tobirama Senju et Minato luttent contre Obito. Madara et Hashirama engagent le combat. Shikamaru remonte le moral de l'alliance ninja grâce au jutsu d'Ino. Minato est troublé par sa discussion avec Obito. Naruto se rend compte que le mode ermite fonctionne sur Obito et l'attaque avec un rasengan grâce à la téléportation du 2e Hokage. |                                     |                                              | |                       |